# Salvador Futebol Clube
O Salvador Futebol Clube (SFC) é um clube brasileiro de futebol de base, da cidade de Salvador, capital do estado da Bahia, que surgiu em 2001. Com seu forte crescimento, o clube se emancipou no ano de 2007 dando origem ao Vasco Salvador Futebol Clube, que posteriormente no ano de 2009 passou a se chamar Salvador Futebol Clube. O clube já está filiado a Federação Baiana de Futebol e à CBF e pretende ingresar no Campeonato Baiano da 2ª Divisão em um período de curto prazo. Atualmente, disputa competições de alto nível por todo o Brasil e pelo mundo, investindo sériamente em suas categorias de base, que já revelou grandes jogadores para os grandes times brasileiros.
Desde 2008, o clube representa o Brasil na Copa do Mundo Infantil de Clubes e Seleções, sempre com boas atuações. O clube se profissionalizou em abril de 2009.
O SFC possui parceria com o Clube Bahiano de Tênis desde 2005.